# Йонас Свенссон (футболіст)
Йонас Свенссон (норв. Jonas Svensson, нар. 6 березня 1993, Вердал) — норвезький футболіст, півзахисник турецького клубу «Бешикташ» та національної збірної Норвегії.

## Клубна кар'єра
Народився 6 березня 1993 року в місті Вердал. Вихованець футбольної школи клубу «Русенборг».
У дорослому футболі дебютував 2008 року виступами за команду клубу «Левангер», в якій провів півтора сезони, взявши участь у 14 матчах чемпіонату. 
2009 року перейшов до головної команди «Русенборга», із сезону 2011 року отримав постійне місце у її основному складі. Протягом наступних шести років взяв участь у понад 200 іграх «Русенборга» і здобув три титули чемпіона країни та два національні кубки.
У січні 2017 року перейшов до нідерландського АЗ.

## Виступи за збірну
Пройшовши усі рівні юнацьких збірних Норвегії, з 2012 року залучався до складу молодіжної збірної країни. На молодіжному рівні зіграв у 6 офіційних матчах.
У червні 2016 року дебютував в іграх національної збірної Норвегії.
| Дата       | Місто      | Господарі          | Результат | Гості             | Турнір                               | Голи | Примітки |
| ---------- | ---------- | ------------------ | --------- | ----------------- | ------------------------------------ | ---- | -------- |
| 1-6-2016   | Осло       | Норвегія           | 3 – 2     | Ісландія          | товариський матч                     | -    |          |
| 5-6-2016   | Брюссель   | Бельгія            | 3 – 2     | Норвегія          | товариський матч                     | -    | 78'      |
| 31-8-2016  | Осло       | Норвегія           | 0 – 1     | Білорусь          | товариський матч                     | -    |          |
| 4-9-2016   | Осло       | Норвегія           | 0 – 3     | Туреччина         | товариський матч                     | -    |          |
| 8-10-2016  | Баку       | Азербайджан        | 1 – 0     | Норвегія          | Відбір до ЧС 2018                    | -    | 33'      |
| 11-10-2016 | Осло       | Норвегія           | 4 – 1     | Сан-Марино        | Відбір до ЧС 2018                    | -    |          |
| 10-6-2017  | Осло       | Норвегія           | 1 – 1     | Чехія             | Відбір до ЧС 2018                    | -    |          |
| 13-6-2017  | Осло       | Норвегія           | 1 – 1     | Швеція            | товариський матч                     | -    | 11'      |
| 1-9-2017   | Осло       | Норвегія           | 2 – 0     | Азербайджан       | Відбір до ЧС 2018                    | -    | 89'      |
| 4-9-2017   | Штутгарт   | Німеччина          | 6 – 0     | Норвегія          | Відбір до ЧС 2018                    | -    | 58'      |
| 5-10-2017  | Серравалле | Сан-Марино         | 0 – 8     | Норвегія          | Відбір до ЧС 2018                    | -    |          |
| 8-10-2017  | Осло       | Норвегія           | 1 – 0     | Північна Ірландія | Відбір до ЧС 2018                    | -    |          |
| 11-11-2017 | Скоп'є     | Північна Македонія | 2 – 0     | Норвегія          | товариський матч                     | -    |          |
| 14-11-2017 | Трнава     | Словаччина         | 1 – 0     | Норвегія          | товариський матч                     | -    | 90+1'    |
| 26-3-2018  | Ельбасан   | Албанія            | 0 – 1     | Норвегія          | товариський матч                     | -    | 46'      |
| 2-6-2018   | Рейк'явік  | Ісландія           | 2 – 3     | Норвегія          | товариський матч                     | -    | 8'       |
| 18-11-2019 | Та-Калі    | Мальта             | 1 – 2     | Норвегія          | Відбір до ЧЄ 2020                    | -    | 65'      |
| 7-9-2020   | Белфаст    | Північна Ірландія  | 1 – 5     | Норвегія          | Ліга націй УЄФА 2020-2021 - 1-й етап | -    | 80'      |
| 11-10-2020 | Осло       | Норвегія           | 4 – 0     | Румунія           | Ліга націй УЄФА 2020-2021 - 1-й етап | -    | 79'      |
| 24-3-2021  | Гібралтар  | Гібралтар          | 0 – 3     | Норвегія          | Відбір до ЧС 2022                    | 1    | 61' 62'  |
| 27-3-2021  | Малага     | Норвегія           | 0 – 3     | Туреччина         | Відбір до ЧС 2022                    | -    | 67'      |
| 30-3-2021  | Подгориця  | Чорногорія         | 0 – 1     | Норвегія          | Відбір до ЧС 2022                    | -    | 66'      |
| 2-6-2021   | Малага     | Норвегія           | 1 – 0     | Люксембург        | товариський матч                     | -    | 65'      |
| Усього     |            | Матчів             | 23        |                   | Голів                                | 1    |          |

## Досягнення
- Чемпіон Норвегії (3):

«Русенборг»: 2010, 2015, 2016
- Володар Кубка Норвегії (2):

«Русенборг»: 2015, 2016
- Володар Кубка Туреччини (1):

«Бешикташ»: 2023–24
- Володар Суперкубка Туреччини (1):

«Бешикташ»: 2024